# Mansfield Park
Mansfield Park è un romanzo della celebre scrittrice britannica Jane Austen. Scritto fra il 1812 e il 1814, venne pubblicato per la prima volta nel 1814.
Il libro venne tradotto in lingua francese nel 1816, segno di un successo di pubblico importante anche per l'epoca.

## Trama
Fanny Price da bambina viene affidata a dei ricchi parenti di Mansfield Park, gli zii Sir Thomas e Lady Bertram. Cresce insieme ai quattro figli della coppia: Tom, Edmund, Maria e Julia; è trattata con sufficienza dai cugini e l'unico a mostrarle gentilezza è Edmund. Pur essendo spesso infelice, Fanny cresce con un forte senso della virtù e della compostezza e rimane fortemente legata al fratello William, che inizia la sua carriera nella Royal Navy.
Fanny ha un'altra zia, la Signora Norris, che vive poco distante da Mansfield Park. La zia Norris è desiderosa di essere considerata allo stesso livello dei Bertram e, allo stesso tempo, sdegna le persone che considera inferiori, come ad esempio la famiglia di Fanny. Di conseguenza, vizia i figli dei Bertram, in particolar modo Maria, e umilia costantemente Fanny. La sorella Lady Bertram invece, è una donna indolente ed annoiata, che non s'interessa né dei suoi figli né della sua proprietà e che trascorre le giornate seduta in poltrona in compagnia del suo cane. Sir Bertram cerca di correggere l'influenza negativa che la cognata ha sui suoi ragazzi, ma riesce a porsi solo come patriarca severo a cui i figli nascondono ciò che sentono realmente. Maria e Julia diventano sempre più vanitose e Tom un irresponsabile. Solo Edmund ha un carattere serio e tranquillo, inattaccabile dalle moine della zia Norris.

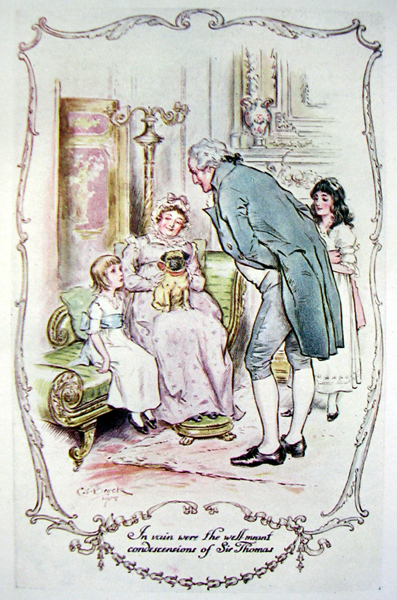
L'arrivo di Fanny a Mansfield (C. E. Brock, 1908)

Sir Bertram si reca per due anni ad Antigua, per risolvere alcuni problemi nella piantagione che possiede, lasciando i figli senza un vero controllo. Nel frattempo giungono due nuovi abitanti nei dintorni, i fratelli Crawford (Henry e Mary), ospiti della loro sorella, la Signora Grant. I due lasciano la casa in cui vivevano con un loro parente, un Ammiraglio a riposo, poiché costui conviveva con una donna che poteva avere cattiva influenza su Mary.
Mary Crawford ed Edmund cominciano a frequentarsi e a provare attrazione reciproca, anche se Edmund è spesso preoccupato per la sua mancanza di contegno. Mary critica la scelta di Edmund di diventare sacerdote, che lei non trova una professione sufficientemente prestigiosa socialmente, e desidererebbe che Edmund scegliesse un'altra professione, o che Tom fosse diseredato in modo che Edmund possa ereditare Mansfield Park acquisendo la posizione di primogenito. Sono opinioni che Mary esprime con tono ironico e che sono considerate battute scherzose da chi le ascolta, essendo sempre molto positivo il giudizio che la famiglia Bertram ha di lei. L'affetto crescente fra Edmund e Mary addolora Fanny, la quale invece coglie la vera indole della Signorina Crawford. Nel frattempo Henry Crawford corteggia entrambe le sorelle Bertram, pur essendo Maria già promessa al ricco Signor Rushworth.
Con l'arrivo di un amico di Tom, il Signor Yates, i giovani decidono di mettere in scena un'opera di Elizabeth Inchbald, Lover's Vows, il cui contenuto è giudicato da Edmund e Fanny assolutamente scandaloso. Partecipare a una rappresentazione teatrale è sconveniente per una donna e Fanny si oppone apertamente a questa rappresentazione, ma è l'unica a farlo. Durante le prove, Maria ed Henry attirano l'attenzione degli altri con il loro atteggiamento troppo amichevole. Il teatro diviene un mezzo con cui i ragazzi si dimostrano reciprocamente i sentimenti tramite le interpretazioni attoriali. Ogni situazione potenzialmente pericolosa, però, viene interrotta dal ritorno di Sir Thomas, che si infuria terribilmente per la situazione che trova in casa.
Il ritorno di Sir Thomas fa dunque fallire il progetto della rappresentazione teatrale. I preparativi del matrimonio fra Maria e Rushworth continuano, nonostante la gelosia del ragazzo verso Henry Crawford. I giovani fidanzati si sposano e partono per la luna di miele, e portano Julia con loro. Sir Thomas, venuto a conoscenza del comportamento giudizioso di Fanny durante la sua assenza, comincia a prestare più attenzione alla cura della giovane e a mostrarle più apertamente il suo affetto.
Henry cerca di far innamorare Fanny di sé, ma la gentilezza e la bontà di Fanny fanno sì che sia lui ad innamorarsi di lei. Per dimostrarle il suo amore, si impegna per far promuovere William Price al grado di tenente. Quando chiede a Fanny di sposarlo, tuttavia, lei rifiuta, visto il comportamento scorretto che ha avuto nei confronti dei cugini e in particolar modo di Maria. Sir Bertram si infuria con lei, data la sua mancanza di patrimonio e prospettive, ma Fanny resiste e certa di comportarsi correttamente. A causa di ciò Sir Thomas decide di mandare per qualche mese Fanny dalla sua famiglia, con la speranza che le ristrettezze economiche la inducano a cambiare opinione.
Fanny trova la sua famiglia in condizioni veramente disagiate, con tanti bambini e un comportamento generalmente molto poco corretto e dignitoso. Henry Crawford va a trovarla presso la sua famiglia e cerca di dimostrarle di essere cambiato e di essere degno del suo amore. Alla partenza di lui per Londra, Fanny è molto più benevola nei suoi confronti. Poco tempo dopo a Fanny giunge la sconvolgente notizia che Henry Crawford e Maria Bertram sono fuggiti insieme; poco dopo Julia fa altrettanto con il Signor Yates. Inoltre, a causa della sua vita dissoluta, si ammala gravemente il cugino Tom. Fanny è richiamata presso gli zii a Mansfield Park per essere di aiuto e consolazione. La fuga di Maria e di Henry Crawford ha un esito disastroso: Crawford perde per sempre Fanny e Maria viene confinata in campagna dal padre, con la sola compagnia della zia Norris, in quanto ormai emarginata della società.
Edmund è deluso dall'atteggiamento superficiale di Mary nei confronti dello scandalo e rompe ogni rapporto con lei, cominciando a prestare la sua attenzione a Fanny. Nell'ultimo capitolo del romanzo, Fanny ed Edmund si innamorano e si sposano felicemente.

## Adattamenti
Nel 1999 Patricia Rozema ha curato il film Mansfield Park, che si ispira al romanzo della Austen.
Nel 2007 la televisione inglese ITV ha prodotto un film su Mansfield Park con Billie Piper e Blake Ritson nelle parti di Fanny Price ed Edmund Bertram.

## Traduzioni italiane
- Mansfield Park, trad. di Ester Bonacossa Della Valle di Casanova e Diana Agujari Bonacossa, Club del Libro, Novara, 1961 - Istituto Geografico De Agostini, Novara, 1972.
- Villa Mansfield, a cura di Antonella Chini e Valentina Bianconcini, Capitol, Bologna 1965.
- Mansfield Park, trad. di Simone Buffa di Castelferro, Collana i grandi libri, Garzanti, Milano, maggio 1983.
- Mansfield Park, trad. di Maria Felicita Melchiorri, Newton Compton, Roma 1998.
- Mansfield Park, trad. di Laura De Palma, Rizzoli, Milano 1999 - Mondadori, Milano, 2013.
- Mansfield Park, trad. Simona Sangiorgi, Rusconi, Santarcangelo di Romagna, 2011.
- Mansfield Park, traduzione di Giuseppe Ierolli, jausten.it, 2012.
- Mansfield Park, trad. di Luca Lamberti [i.e., Anonima], Einaudi, Torino, 2013.
- Mansfield Park, trad. di Bruno Amato, Collana UEF.I Classici, Milano, Feltrinelli, 2020.